# Nikulin-Zirkus

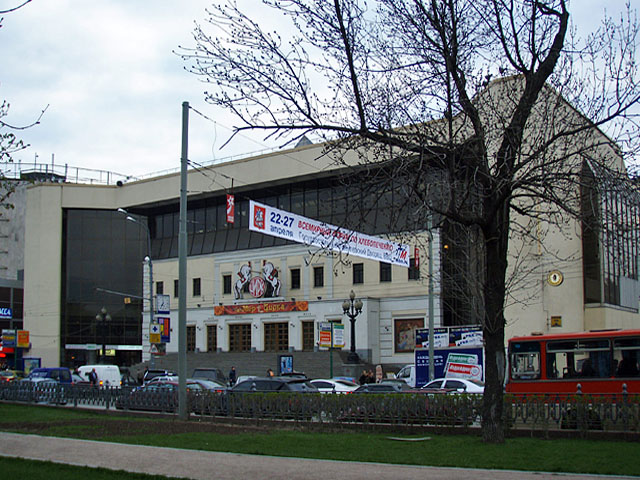
Das heutige Zirkusgebäude

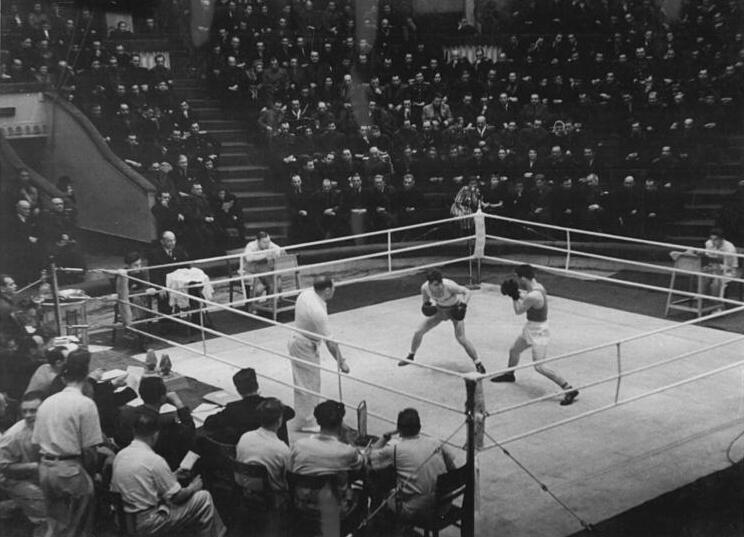
Amateurboxwettkämpfe 1952 auf der Zirkus-Arena

Der Moskauer Nikulin-Zirkus auf dem Zwetnoi-Boulevard (russisch Московский цирк Никулина на Цветном бульваре) ist neben dem Großen Moskauer Staatszirkus einer der beiden stationären Zirkusse in Moskau. Er wurde 1880 gegründet und ist damit einer der ältesten seiner Art in Russland.
Der Zirkus befindet sich im nördlichen Moskauer Zentrum, in der Nähe des Boulevardrings und der Metro-Stationen Zwetnoi Bulwar und Trubnaja.

## Geschichte
Der Zirkus wurde ursprünglich als Salamonski-Zirkus (Цирк Саламонского) im Jahre 1880 erbaut. Benannt wurde er damals nach dem Initiator seines Baus, dem zu jener Zeit international bekannten Akrobaten, Dressurreiter und Dompteur Albert Salamonski (1839–1913), der unter anderem 1873–1879 einen Zirkus in Berlin betrieben hatte. Die erste Vorstellung im neu gegründeten Moskauer Zirkus erfolgte am 20. Oktober 1880. Damals war das Zirkusgebäude noch recht bescheiden gehalten; die weniger zahlungskräftigen Zuschauer mussten sich mit Stehplätzen an der Galerie begnügen. Dennoch wurden viele Veranstaltungen zum Publikumserfolg. Neben Salamonski selbst, der diverse Vorstellungen mit Pferden gab, traten im Zirkus auf dem Zwetnoi-Boulevard häufig Clowns auf, außerdem Dompteure aus der international bekannten Zirkuskünstlerfamilie der Durows, so unter anderem Anatoli und Wladimir Durow.

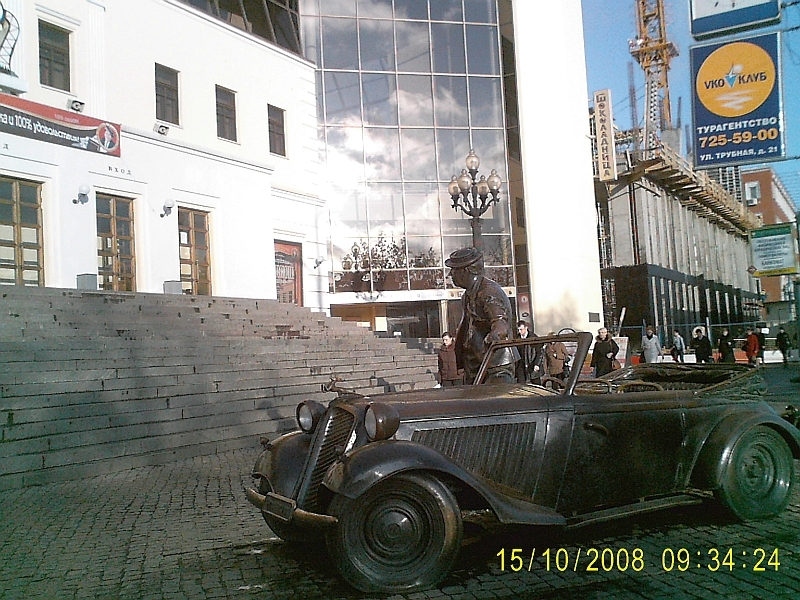
Nikulin-Denkmal (A. I. Rukawischnikow, 2000) vor dem Nikulin-Zirkus

Nach der Oktoberrevolution wurde der Zirkus in  den ersten staatlichen Zirkus der Sowjetunion umgewandelt. Von da an und bis zum Ende des Sowjetstaates zählte er zu den renommiertesten Schauspielstätten des Landes. Zu den Künstlern, die dort tätig waren und regelmäßig auftraten, gehören die Clowns Karandasch, Oleg Popow sowie Juri Nikulin. Letzterer war von 1982 bis zu seinem Tod 1997 auch Leiter des Zirkus, der heute seinen Namen trägt.